# Teorema de Poynting
Em Eletrodinâmica e Eletromagnetismo, o teorema de Poynting expressa a lei da conservação da energia para o campo eletromagnético, sob a forma de uma equação diferencial parcial, estabelecida pelo físico britânico John Henry Poynting.
O teorema de Poynting é análogo ao teorema de trabalho e energia da mecânica clássica, e matematicamente semelhante à equação da continuidade, pois relaciona a energia armazenada no campo eletromagnético ao trabalho feito sobre uma distribuição de carga pelo campo elétrico, através do fluxo de energia por unidade de tempo.

## Definição

### Geral
Em palavras, o teorema é um balanço de energia:
A taxa de transferência de energia (por unidade de volume) a partir de uma região de espaço é igual à taxa de trabalho realizado(por unidade de tempo) sobre uma distribuição de carga, mais o fluxo de energia deixando essa região.
Relaciona a derivada temporal da densidade de energia eletromagnética com o fluxo de energia e a taxa em que o campo elétrico realiza um trabalho sobre uma distribuição de cargas.
Na forma diferencial, pode ser expressada pela fórmula:
```
                                              

  

    

      

        
−

        

          

            

              
∂

              
u

            

            

              
∂

              
t

            

          

        

        
=

        
∇

        
⋅

        

          

            

              
S

              
→

            

          

        

        
+

        

          

            

              
J

              
→

            

          

        

        
⋅

        

          

            

              
E

              
→

            

          

        

      

    

    
{\displaystyle -{\frac {\partial u}{\partial t}}=\nabla \cdot {\vec {S}}+{\vec {J}}\cdot {\vec {E}}}

  

```

{\displaystyle \nabla \cdot {\vec {S}}}  é a divergência do vetor de Poynting (fluxo de energia saindo da região), {\displaystyle {\vec {J}}\cdot {\vec {E}}} o trabalho realizado pelo campo elétrico sobre uma distribuição de cargas (J é a Densidade de corrente livre devido ao movimento das cargas), e u é a energia armazenada no campo eletromagnético, dada pela formula:
```
                              

  

    

      

        
u

        
=

        

          

            
1

            
2

          

        

        

          
(

          

            

              

                

                  
E

                  
→

                

              

            

            
⋅

            

              

                

                  
D

                  
→

                

              

            

            
+

            

              

                

                  
B

                  
→

                

              

            

            
⋅

            

              

                

                  
H

                  
→

                

              

            

          

          
)

        

        
=

        

          

            
1

            
2

          

        

        
[

        

          
∫

          

            
V

          

        

        

          
ϵ

          

            
0

          

        

        

          
E

          

            
2

          

        

        
d

        
V

        
+

        

          
∫

          

            
V

          

        

        

          
μ

          

            
0

          

        

        

          
H

          

            
2

          

        

        
d

        
V

        
]

      

    

    
{\displaystyle u={\frac {1}{2}}\left({\vec {E}}\cdot {\vec {D}}+{\vec {B}}\cdot {\vec {H}}\right)={\frac {1}{2}}[\int _{V}\epsilon _{0}E^{2}dV+\int _{V}\mu _{0}H^{2}dV]}

  

```

em que D é o deslocamento elétrico, S é o vetor de Poynting, B representa a densidade de fluxo magnético e H a intensidade de campo magnético.
A partir do teorema da divergência, o teorema de Poynting pode ser reescrito na forma integral:
```
                        

  

    

      

        

          

            
∂

            

              
∂

              
t

            

          

        

        

          
∫

          

            
V

          

        

        

          

            
1

            
2

          

        

        

          
ϵ

          

            
0

          

        

        

          
E

          

            
2

          

        

        
d

        
V

        
+

        

          

            
∂

            

              
∂

              
t

            

          

        

        

          
∫

          

            
V

          

        

        

          

            
1

            
2

          

        

        

          
μ

          

            
0

          

        

        

          
H

          

            
2

          

        

        
d

        
V

        
=

        
−

        

          
∮

          

            
A

          

        

        
(

        

          

            

              
E

              
→

            

          

        

        
×

        

          

            

              
H

              
→

            

          

        

        
)

        
⋅

        
d

        

          

            

              
A

              
→

            

          

        

        
−

        

          
∫

          

            
V

          

        

        

          

            

              
J

              
→

            

          

        

        
⋅

        

          

            

              
E

              
→

            

          

        

        
d

        
V

      

    

    
{\displaystyle {\frac {\partial }{\partial t}}\int _{V}{\frac {1}{2}}\epsilon _{0}E^{2}dV+{\frac {\partial }{\partial t}}\int _{V}{\frac {1}{2}}\mu _{0}H^{2}dV=-\oint _{A}({\vec {E}}\times {\vec {H}})\cdot d{\vec {A}}-\int _{V}{\vec {J}}\cdot {\vec {E}}dV}

  

```

onde {\displaystyle {\vec {E}}\times {\vec {H}}}.é o vetor de Poynting instantâneo, {\displaystyle \mu _{0}} e {\displaystyle \epsilon _{0}} são as constantes de permeabilidades magnética e elétrica do vácuo respectivamente.

### Engenharia Elétrica
Do ponto de vista da engenharia elétrica, o teorema geralmente é escrito com o termo densidade de energia eletromagnética {\displaystyle u} ampliado, de forma que se assemelha à equação da continuidade:
```
                                     

  

    

      

        
∇

        
⋅

        

          

            

              
S

              
→

            

          

        

        
+

        

          
ϵ

          

            
0

          

        

        

          

            

              
E

              
→

            

          

        

        
⋅

        

          

            

              
∂

              

                

                  

                    
E

                    
→

                  

                

              

            

            

              
∂

              
t

            

          

        

        
+

        

          

            

              

                
B

                
→

              

            

            

              
μ

              

                
0

              

            

          

        

        
⋅

        

          

            

              
∂

              

                

                  

                    
B

                    
→

                  

                

              

            

            

              
∂

              
t

            

          

        

        
+

        

          

            

              
J

              
→

            

          

        

        
⋅

        

          

            

              
E

              
→

            

          

        

        
=

        
0

      

    

    
{\displaystyle \nabla \cdot {\vec {S}}+\epsilon _{0}{\vec {E}}\cdot {\frac {\partial {\vec {E}}}{\partial t}}+{\frac {\vec {B}}{\mu _{0}}}\cdot {\frac {\partial {\vec {B}}}{\partial t}}+{\vec {J}}\cdot {\vec {E}}=0}

  

```

Onde:
- {\displaystyle \epsilon _{0}} é a permissividade elétrica do vácuo;
- {\displaystyle \mu _{0}} é a permeabilidade magnética do vácuo;
- {\displaystyle \epsilon _{0}{\vec {E}}\cdot {\frac {\partial {\vec {E}}}{\partial t}}} é a  potência reativa acumulada no campo elétrico;
- {\displaystyle {\frac {\vec {B}}{\mu _{0}}}\cdot {\frac {\partial {\vec {B}}}{\partial t}}}é a potência reativa acumulada no campo magnético;
- {\displaystyle {\vec {J}}\cdot {\vec {E}}} representa a densidade de energia elétrica dissipada pela força de Lorentz agindo sobre distribuições de carga.

## Verificação do Teorema
Usando o teorema na forma integral, é simples demonstrar a validade do mesmo em um fio circulando uma corrente contínua.
Considere uma corrente {\displaystyle I} contínua em um comprimento {\displaystyle L} de um fio de raio {\displaystyle a}. Agora, considerando que os campos elétrico e magnético não variam com o tempo, a taxa de variação da energia armazenada nos mesmos é igual a zero, portanto:
{\displaystyle \oint _{A}({\vec {E}}\times {\vec {H}})\cdot d{\vec {A}}=-\int _{V}{\vec {J}}\cdot {\vec {E}}dV}

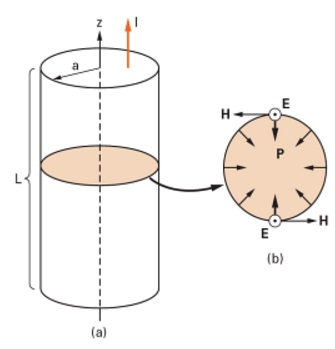
(a) Uma corrente contínua, fluindo na direção +z em um fio de raio a.
(b) Seção transversal do fio mostrando a orientação dos campos e o vetor de Poynting instantâneo na superfície do fio.

A corrente é assumida como estando uniformemente distribuída, de modo que a densidade de corrente seja:
{\displaystyle {\vec {J}}={\frac {I}{\pi a^{2}}}{\hat {z}}}
sendo {\displaystyle {\hat {z}}} o vetor unitário apontando na direção +z.
Pela lei de Ohm, o campo elétrico é
{\displaystyle {\vec {E}}={\frac {\vec {J}}{\sigma }}={\frac {I}{\pi a^{2}\sigma }}{\hat {z}}}
sendo {\displaystyle \sigma } a condutividade elétrica do fio.
No membro direito do teorema, usando coordenadas cilíndricas, temos:
{\displaystyle -\int _{V}{\vec {J}}\cdot {\vec {E}}dV=-{\frac {I^{2}}{\sigma (\pi a^{2})^{2}}}\int _{0}^{2\pi }\int _{0}^{a}\int _{0}^{L}rdzdrd\theta =-I^{2}{\frac {L}{\sigma \pi a^{2}}}=-I^{2}R}
No membro da esquerda, precisamos de H. Aplicando a lei de Ampère, podemos determinar H na superfície do fio como sendo
{\displaystyle {\vec {H}}={\frac {I}{2\pi a}}{\hat {\theta }}}
sendo {\displaystyle {\hat {\theta }}} o vetor unitário na direção tangente ao fio.
O vetor de poynting instantâneo é:
{\displaystyle {\vec {P}}={\vec {E}}\times {\vec {H}}={\frac {I}{\sigma \pi a^{2}}}{\hat {z}}\times {\frac {I}{2\pi a}}{\hat {\theta }}}
{\displaystyle {\vec {P}}={\frac {I^{2}}{2\pi ^{2}a^{3}\sigma }}{\hat {r}}}
sendo {\displaystyle {\hat {r}}} o vetor unitário na direção radial do fio.
O vetor {\displaystyle {\vec {P}}} está direcionado radialmente para o interior do fio. Integrando sobre a superfície, temos:
{\displaystyle \oint _{A}({\vec {E}}\times {\vec {H}})\cdot {\vec {dA}}=\oint _{A}{\vec {P}}\cdot {\vec {dA}}=-{\frac {I^{2}a}{2\pi ^{2}\sigma a^{3}}}\int _{0}^{2\pi }\int _{0}^{L}dzd\theta =-I^{2}{\frac {L}{\sigma \pi a^{2}}}=-I^{2}R}
Esta parte do teorema diz que {\displaystyle -I^{2}R} é a potência fluindo para fora do fio.
Aplicando esses valores no teorema, temos
{\displaystyle \oint _{A}({\vec {E}}\times {\vec {H}})\cdot {\vec {dA}}=-\int _{V}{\vec {J}}\cdot {\vec {E}}dV}
{\displaystyle -I^{2}R=-I^{2}R}
Logo, se não há uma variação na energia armazenada no campo eletromagnético que flui nessa região, a potência que flui para fora dessa região do fio é dissipada na forma de trabalho sobre as cargas por efeito joule.